# Diastylis bradyi
Diastylis bradyi is een zeekomma uit de familie Diastylidae.

## Kenmerken
D. bradyi is een zeekomma met typische kommavorm, die tot 12 mm lang wordt. De carapax bezit een voorwaarts gericht, scherp uitlopend pseudorostrum. Het vrouwtje draagt vaak een tweetal verticale lijnen van kleine tandjes op de zijkant van de carapax. De postero-laterale hoeken van het vijfde pereoniet zijn duidelijk puntig verlengd. Het mannetje draagt—zoals de meeste soorten van de familie Diastylidae—twee paar kleine pleopoden (zwempootjes). De basis van de eerste pereopode is even lang als de overige segmenten samen en de propodus is veel minder dan tweemaal de lengte van de dactylus. Het telson is lang met een vernauwd postanaal deel waarop meerdere paren laterale en één paar terminale stekels staan.

## Ecologie
Ze komen voor in zandige substraten, vanaf de getijdenzone tot op een diepte van 30 m. De meerderheid van de zeekommasoorten in de gematigde ondiepe wateren leven waarschijnlijk slechts een jaar of minder en planten zich tweemaal per jaar voort. Ze voeden zich met micro-organismen en organisch materiaal uit bodemafzettingen.

D. bradyi komt voor van in het Skagerrak tot de Golf van Biskaje.